# Остром, Элинор
Э́линор О́стром (урождённая Аван, англ. Elinor Ostrom; 7 августа 1933, Лос-Анджелес — 12 июня 2012, Блумингтон) — американский политолог и экономист, лауреат премии по экономике памяти Альфреда Нобеля за 2009 год, основатель Блумингтонской школы.

## Биография
Элинор Остром родилась в Лос-Анджелесе в еврейско-протестантской семье. Её отец, Эдриан Аван (англ. Adrian Awan, 1903—1968), был оперным художником-постановщиком и сценографом в Hollywood Bowl and Civic Light Opera. Мать, музыкант из Южной Дакоты Лия Клэр Аван (урождённая Хопкинс, англ. Leah Claire Hopkins, 1895—1985), работала менеджером Сан-Францисского симфонического оркестра.
Муж Элинор Остром — политолог Винсент Остром (25 сентября 1919 — 29 июня 2012).
Получила степени бакалавра искусств (1954, политология), магистра искусств (1962, политология) и доктора философии (1965, политология) Калифорнийского университета в Лос-Анджелесе. Профессор Университета Индианы в Блумингтоне с 1974 года до 2012 года.
Кроме академической работы, Остром работала в комитете национальной городской политики США, возглавляла Общество совместного выбора и Американскую ассоциацию политических наук.
Принимала участие в проектах Агентства США по международному развитию, Министерства юстиции США, Фонда Форда, Агентства развития международной кооперации Швеции. В последнее десятилетие XX столетия по заказу ООН занималась разработкой инновационной системы надзора за использованием лесных ресурсов Земли.
Лауреат Нобелевской премии по экономике в 2009 году с формулировкой «за исследования в области экономической организации», стала первой женщиной, получившей премию в этой номинации.
Президент Общества «общественного выбора» в 1982−1984 годах.
Президент Американской ассоциации политических наук в 1996—1997 годах.
Член Национальной академии наук США в 2001—2012 годах.

## Основные идеи
В её ранних работах подчеркивается роль общественного выбора в решениях, оказывающих влияние на производство общественных благ и услуг (например, исследования полицентризма полицейских функций в районах Сент-Луиса). Более поздние работы были сосредоточены на том, как люди взаимодействуют с экосистемами для поддержания долгосрочных и устойчивых ресурсов урожая. Общий пул ресурсов включает в себя леса, рыбные запасы, месторождения нефти, пастбища и оросительные системы. В своих исследованиях по управлению пастбищ местными жителями в Африке и управления оросительными системами в селениях Западного Непала рассматривала, как общество разрабатывает различные институциональные механизмы управления природными ресурсами и в некоторых случаях избегает коллапса экосистем, хотя некоторые механизмы не смогли предотвратить исчерпание ресурса; подмечает многофакторный характер взаимодействия человека и экосистемы и выступает против любых «панацей» для отдельных социально-экологических проблем в системе.

### Принципы проектирования управления
Остром идентифицирует восемь принципов проектирования управления стабильными местными коллективными ресурсами:
1. Четко определить границы (четкое определение содержания общего количества ресурсов и эффективное недопущение внешнего права на ресурс);
2. Определить правила по поводу присвоения и предоставления общих ресурсов, адаптированных к местным условиям;
3. Выработать коллективный выбор механизмов, участвующих в процессе принятия решений и которые позволяют большинству ресурсов присваиваться;
4. Производить эффективный мониторинг со стороны наблюдателей, которые являются частью или подотчётны присвоившим;
5. Градуировать шкалы санкций для нарушающих правила сообщества на присвоение;
6. Выработать механизмы разрешения конфликтов, которые являются дешевыми и лёгкими для доступа;
7. Самоопределяющиеся сообщество должно быть признано вышестоящими органами власти;
8. В случае большого количества общих ресурсов организовать в форме нескольких слоев встроенные организации с небольшим местным количеством общих ресурсов на базовом уровне.

Эти принципы могут быть слегка изменены и расширены, чтобы включить ряд дополнительных переменных, которые могут влиять на успешность самоорганизующихся систем управления, в том числе на эффективное общение, внутреннее доверие и взаимность, и на характер ресурсной системы в целом.
Остром предостерегла от создания единого правительственного учреждения на глобальном уровне для создания коллективных действий, координирующих работу против разрушения окружающей среды. Отчасти, это связано с их сложностью, и частично для разнообразия задействованных субъектов. Её предложение заключалось в применении полицентрического подхода, где ключевые управленческие решения должны приниматься как можно ближе к месту событий и самими участниками, насколько это возможно.

## Нобелевская премия по экономике
В 2009 году Остром стала первой женщиной, получившей престижную Нобелевскую премию в области экономических наук. Шведская королевская академия наук наградила Остром «за анализ экономического управления», заявив, что её работа продемонстрировала, как общая собственность может успешно управляться группами людей. Э. Остром и Оливер Уильямсон награждены за изыскания, которые вынесли на передний план научного внимания и показывают, как общими ресурсами (лесами, рыбными запасами, месторождениями нефти или пастбищными землями) могут успешно управлять и использовать их люди, а не правительства или частные компании. Работы Остром в этой области ставят под сомнение общепринятые представления, показав, что управление общими ресурсами может быть успешно реализовано без государственного регулирования и приватизации.

## Награды
Достижения Элинор были отмечены рядом наград:
- 1997 — премия Фрэнка Сейдмана,
- 1999 — премия Юхана Шютте в политических науках за её глубокий эмпирический и теоретический анализ характера коллективных действий и рационального выбора. Элинор стала первой женщиной, получившей эту престижную награду,
- 2002 — получен грант от Международного Института социальных исследований[англ.],
- 2004 — Премия Джона Карти от Национальной академии наук США,
- 2005 — премия Джеймса Мэдисона Американской ассоциации политических наук[англ.],
- 2008 — премия Уильяма Х. Райкера в области политологии за продвижение в научном изучении политики посредством исследования институтов, регулирующих ресурсы в политическом, экономическом и экологическом контексте и за демонстрацию последствий этого исследования для эффективной политики. Элинор стала первой женщиной, получавшей эту престижную награду,
- 2008 — удостоена звания почётного доктора Норвежского университета естественных и технических наук,
- 2009 — получила исследовательскую премию Джонатана Тиша[англ.] за гражданскую активность от колледжа гражданства и государственной службы имени Джонатана Тиша[англ.] при Университете Тафтса,
- 2010 — журнал Utne Reader[англ.] включил Элинор Остром в список 25 фантазеров, которые меняют мир,
- 2012 — журнал Time включил Элинор Остром в список «100 самых влиятельных людей в мире».

## Сочинения

### Переводы на русский язык

#### Монографии
- Остром Э. Управляя общим. Эволюция институтов коллективной деятельности. — М.: Мысль, ИРИСЭН, 2011. — ISBN 978-5-91066-045-2.(англ. Governing the commons: the evolution of institutions for collective action. 1990)

#### Статьи
- Остром Э. Постановка задачи исследования институтов // Экономическая политика. 2009. № 6. C. 89-110. (англ. An agenda for the study of institutions, 1986)
- Остром Э. Теория рационального выбора коллективного действия. Бихевиористский подход. Обращение президента Американской политологической ассоциации, 1997 г // Вопросы государственного и муниципального управления. — 2010. — № 1. — С. 5-52. (англ. A behavioral approach to the rational choice theory of collective action: Presidential address, American Political Science Association, 1997)
- Остром Э. Зелёная политика «с низов» // Project Syndicate. — 12 июня 2012.

### На английском языке
- Ostrom E. Institutional Arrangements for Resolving the Commons Dilemma: Some Contending Approaches // The Question of the Commons: The Culture and Ecology of Communal Resources / eds. McCay B.J., Acheson J.M. — Tucson: University of Arizona Press, 1987, — pp. 250—265
- Ostrom E., Walker J., Gardner R. Rules, games, and common-pool resources. — Ann Arbor: University of Michigan Press, 1994. — ISBN 9780472065462
- Ostrom E., Crawford S.E.S. A grammar of institutions // American Political Science Review, September 1995, 89(3), pp. 582—600
- Ostrom E. A behavioral approach to the rational choice theory of collective action: Presidential address, American Political Science Association, 1997 // American Political Science Review, March 1998, 92 (1), pp. 1-22
- Ostrom E., Walker J. Trust and reciprocity: interdisciplinary lessons from experimental research. — New York: Russell Sage Foundation. 2003 — ISBN 9780871546470
- Ostrom E. Understanding institutional diversity. — Princeton: Princeton University Press. 2005, — ISBN 9780691122380
- Ostrom E., Kanbur R., Guha-Khasnobis B. Linking the formal and informal economy: concepts and policies. — Oxford: Oxford University Press. 2007 — ISBN 9780199237296
- Ostrom E., Hess C. Understanding knowledge as a commons: from theory to practice. — Cambridge, Massachusetts: MIT Press. 2007, — ISBN 9780262516037
- Ostrom E., Janssen M.A., Anderies J.M. Going Beyond Panaceas. Proceedings of the National Academy of Sciences U.S.A., 2007, 104(39):15176-15178
- Ostrom E. A Diagnostic Approach for Going Beyond Panaceas. Proceedings of the National Academy of Sciences U.S.A., 104(39):15181-15187
- Ostrom E. A general framework for analyzing sustainability of social-ecological systems // Science 325(5939), pp. 419—422
- Ostrom E. Beyond markets and states: polycentric governance of complex economic systems // American Economic Review, June 2010, 100 (3), pp. 641—672
- Ostrom E. Polycentric Systems: Multilevel Governance Involving a Diversity of Organizations // Global Environmental Commons: Analytical and Political Challenges in Building Governance Mechanisms/eds. E. Brousseau, T. Dedeurwaerdere, P.-A. Jouvet and M. Willinger. — Cambridge, MA: Oxford University Press, pp. 105—125.